# 泰·布尔
泰·布尔（英語：Ty Burr，1957年8月17日—），是一位美国电影评论家、专栏作家和《波士顿环球报》作家。

## 生平
1957年，布尔出生于马萨诸塞州波士顿，在布鲁克莱恩长大，之后考入达特茅斯学院和纽约大学，学习电影。1982年到1987年，布尔在HBO工作，作为电影评估员协助成立Cinemax付费有线电视服务。1990年至2002年期间，担任《娱乐周刊》的资深作家，主要报道电影、视频、音乐和数字媒体。2002年后，布尔一直担任《波士顿环球报》。2015年1月，他开始负责撰写关于各种流行文化主题的周日专栏，其关于打破文化问题的专栏经常出现在报纸头版。2017年，布尔进入了普利策批评奖的决赛。
布尔是波士顿电影评论家协会和国家电影评论家协会会员。他为《纽约时报》、《Spin》和《凤凰期刊》等刊登过文章。他也出现在NECN、MSNBC、WGBH的“大波士顿”，美国国家公共电台的“此时此地”，以及其他地方和国家的电台节目，讨论电影和文化问题。

## 作品
布尔撰写了五本著作。《史上最伟大的百大明星》(1998)和《百大电影》(1999)都是《娱乐周刊》的“图书杂志”，主要由布尔在该杂志任职期间主笔。
2007年，布尔写了《最佳家庭老电影: 一起看电影指南》（英語：The Best Old Movies for Families: A Guide to Watching Together），这是一本以散文体编撰特点的参考书，供父母和祖父母介绍年轻孩子去看经典电影。此书得到了来自评论家和读者的一致肯定评价。2012年，布尔写了《像我们一样的上帝: 论电影明星与现代名望》 （英語：Gods Like Us: On Movie Stardom and Modern Fame），是一个关于一百多年的电影和文化历史的名人研究。《纽约时报》与水牛城新闻报对此赞誉有加。
- The Hundred Greatest Stars of All Time. New York: Entertainment Weekly Books, 1999. ISBN 9781883013684
- The Best Old Movies for Families: A Guide to Watching Together. New York: Anchor Books, 2007. ISBN 9781400096862
- Gods Like Us: On Movie Stardom and Modern Fame. New York: Pantheon Books, 2012. ISBN 9780307377661
- The 50 Movie Starter Kit: What You Need to Know if You Want to Know What You're Talking About. New York: Anchor Books (eBook), 2012. ISBN 9780345804945